# 中本牧リトルシニア
中本牧リトルシニア（なかほんもくリトルシニア）は、神奈川県横浜市中区に本拠地を置く、リトルシニアのチームである。

## 概要
本牧海釣り公園に隣接する場所に専用の練習グラウンドを所有する。
1978年の創立以来森野将彦、小池正晃、乙坂智など、多数のプロ野球選手を輩出しており、1995・2024年のジャイアンツカップ優勝、2004年の第32回日本選手権優勝など、全国屈指の名門として知られている。森野は中学校進学時に中本牧リトルシニアを選んだ理由として、横浜で一番レベルの高いチームであると考えていたことを著書で語っている。
監督である村上林吉が自らチームを立ち上げて以降、40年以上にわたり指揮を取り続けている。村上はリトルシニアでの活動は「甲子園への通過点と考えて指導している」と語り、3年生の夏大会終了後には監督と選手両親の面談によって進学先が決められる。小池と小山良男は、全日本選抜に選ばれた際に当時江戸川南シニアに所属していた松坂大輔を横浜高校へ進学するよう勧誘し、横浜高校が春夏連覇した1998年の甲子園では、延長17回の死闘となったPL学園との試合で決勝2点本塁打を打った常磐良太と小山、小池は「中本牧三羽がらす」と称された。
2024年4月1日、「第30回日本リトルシニア全国選抜野球大会」において26年ぶり2度目の優勝を果たした。

## 主な出身選手
プロ野球
- 斉藤秀光
- 高橋光信
- 斉藤宜之
- 森野将彦
- 小池正晃
- 小山良男
- 円谷英俊
- 中村亘佑
- 乙坂智
- 板山祐太郎
- 樋口龍之介
- 横尾俊建
- 渡邊佳明
- 渡部健人
- 石川達也
- 笹川吉康

社会人野球
- 大河原正人

女子プロ野球
- 長尾朱夏